# Rob McElhenney

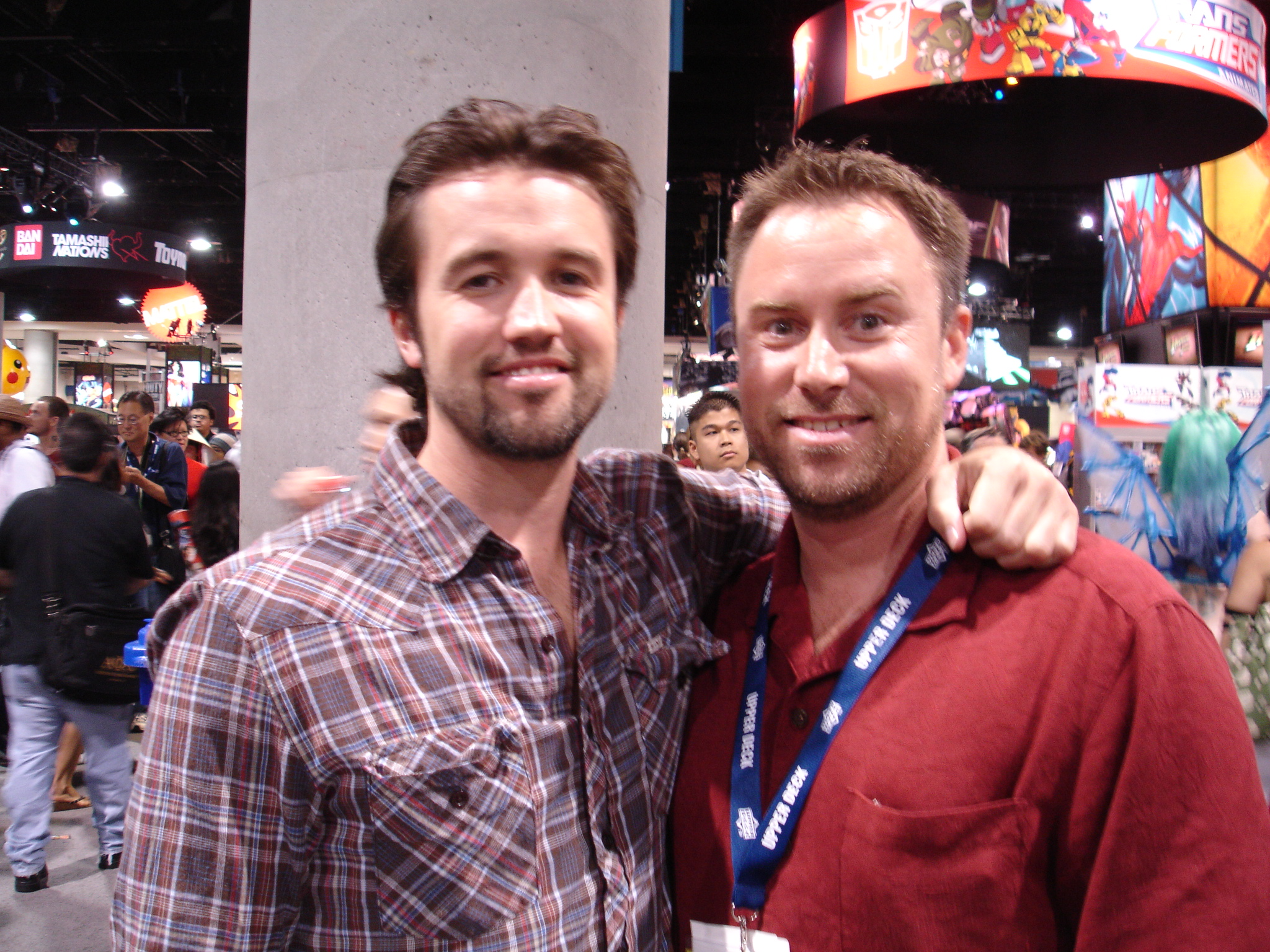
Rob McElhenney (stânga) în 2008.

Rob McElhenney (n. în 1977, Philadelphia, Pennsylvania) este un actor de film și televiziune. A jucat în filme ca Latter Days și The Tollbooth.